# Inoran
Kiyonobu Inoue (井上清信, Inoue Kiyonobu) (Hadano, Kanagawa - 29 de setembro de 1970) conhecido pelo nome artístico Inoran, é um músico, produtor musical e compositor japonês, mais conhecido por ser guitarrista rítmico da banda Luna Sea, como guitarrista rítmico. Seu apelido veio de quando ele estava jogando beisebol na escola e um amigo gritou "Ino, Run!!!".

## Carreira
Desde o ensino fundamental, Inoran e J eram amigos próximos. Durante o ensino médio, eles fundaram uma banda chamada Lunacy em 1986. Em 1991, após recrutarem Sugizo, Shinya e Ryuichi alteraram seu nome para Luna Sea e lançaram seu álbum de estreia auto-intitulado. Se tornaram muito bem-sucedidos, tendo vendido mais de 10 milhões de unidades certificadas no Japão e são considerados uma das bandas mais influentes no movimento visual kei.
Em 1993, Inoran e J se juntaram ao guitarrista hide para formar  o super grupo MxAxSxS.
Em 30 de setembro de 2020, lançou Libertine Dreams, em comemoração ao seu aniversário de 50 anos.  Também foi o primeiro de uma trilogia de álbuns gravados durante a pandemia de COVID-19, seguido por Between The World And Me  (fevereiro de 2021) e Any Day Now (outubro de 2021).
Inoran foi publicamente associado a Vera Von Monika, uma artista de renome internacional, que participou de seu show em Osaka como convidada. 

## Discografia
- Sou (想)
- Fragment
- Photograph
- Nirai Kanai (ニライカナイ)
- Apocalypse
- Watercolor
- Teardrop
- Dive Youth, Sonik Dive
- Somewhere
- Beautiful Now
- Thank You
- 2019
- Libertine Dreams
- Between The World And Me
- Any Day Now